# Tiefbau

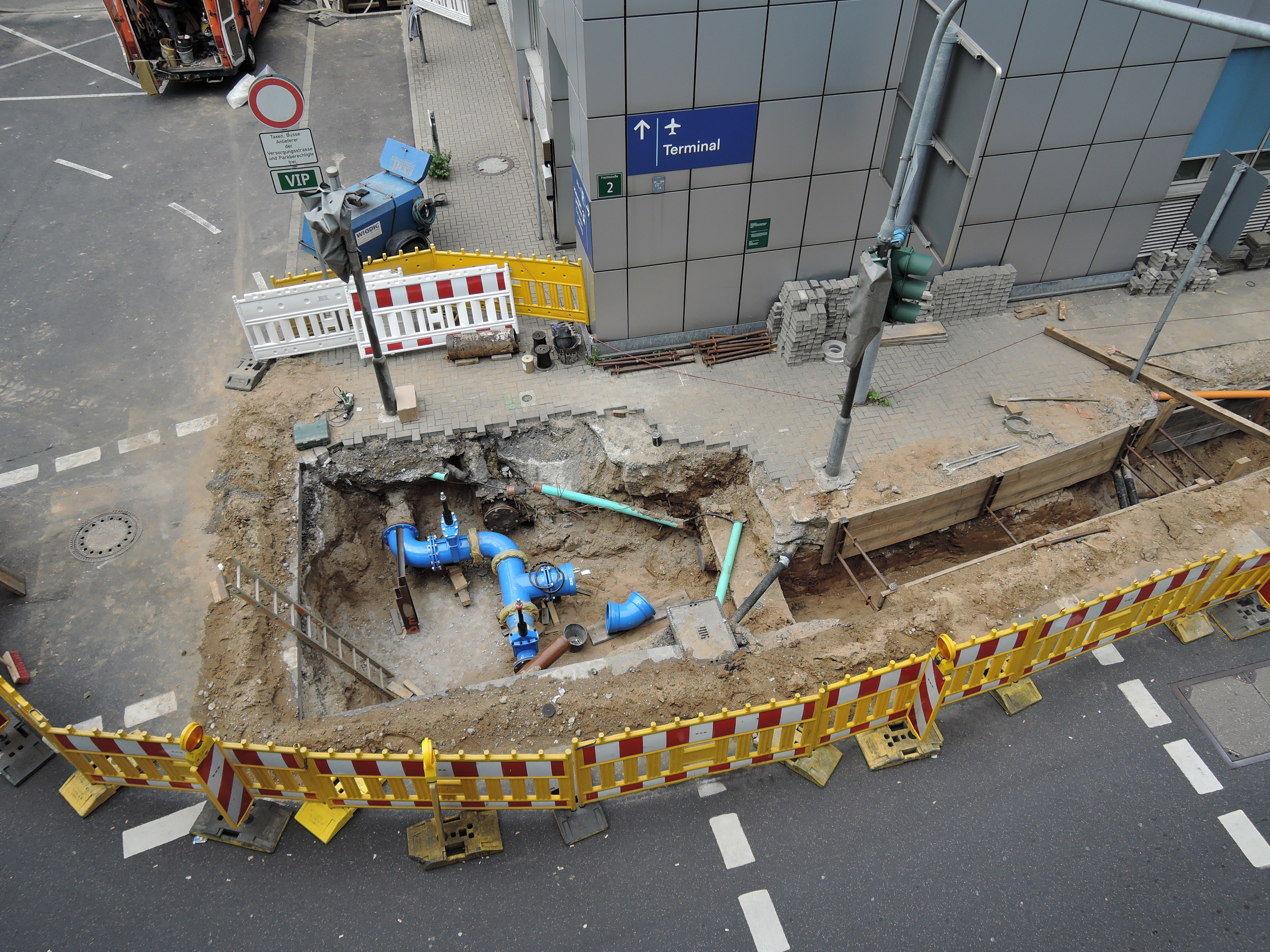
Tiefbauarbeiten

Tiefbau ist das Teilgebiet des Bauwesens, das sich mit der Planung und Errichtung von Bauwerken befasst, die an oder unter der Erdoberfläche liegen. Der Begriff „Tiefbau“ dient insbesondere als Abgrenzung zum Gebiet des Hochbaus. 
Überschneidungen mit dem Ingenieurbau ergeben sich beispielsweise beim Bau von Brücken, die als Teil von Verkehrswegen manchmal zum Tiefbau gerechnet werden, obwohl sie über der Erdoberfläche liegen.
Der Tiefbau umfasst große Teile der baulichen Infrastruktur. Dazu gehören der Straßen-, Brücken-, Eisenbahn-, Stollen- und Tunnel-, Erd-, Wasser-, Berg- und Grundbau sowie der Bau von Versorgungs- und Entsorgungsnetzen, wie Wasserstraßen, Staudämme, Kanalisationen.
Planer des Tiefbaus sind im Wesentlichen Bauingenieure und Ingenieurgeologen. Architekten werden nur bei speziellen gestalterischen Aufgaben hinzugezogen. Ausführende Bauunternehmen können Spezialbetriebe sein, die nur im Tiefbau tätig sind oder auch Unternehmen, die sowohl Gewerke im Hoch- als auch im Tiefbau ausführen.

## Fachbereiche
Einzelne Fachgebiete des Tiefbaus sind:
- Straßen- und Wegebau
- Eisenbahnbau
- Erdbau
- Grundbau
- Tunnelbau
- Brückenbau
- Wasserbau
- Kanalbau
- Spezialtiefbau (Absicherung, Tiefgründung u. Ä.)

## Rechtliche Situation in Deutschland
Gemäß dem „Leitfaden Abgrenzung“ 2021, den der Deutsche Industrie- und Handelskammertag und der Deutsche Handwerkskammertag gemeinsam entwickelt haben, gilt Tiefbau nicht als Handwerk. Ist jedoch die Komponente Straßenbau enthalten, ist zwingend eine Eintragung in die Handwerksrolle vornehmen zu lassen.

## Rechtliche Situation in Österreich
In Österreich ist Tiefbau ein Lehrberuf mit dreijähriger Ausbildungsdauer. Die Lehrausbildung vermittelt Kenntnisse zu den Eigenschaften, Verwendungs- und Verarbeitungsmöglichkeiten und Verarbeitungsrichtlinien von Baustoffen sowie dem Bedienen, Reinigen und Warten von Werkzeugen, Geräten und Baumaschinen.